# La filastrocca
La filastrocca è il secondo singolo da solista della cantante italiana Antonella Ruggiero, il primo dopo la separazione dai Matia Bazar, pubblicato nel 1996.

## Descrizione
Il singolo, che vede il ritorno dell'ex-voce del gruppo dei Matia Bazar, dopo sette anni di silenzio e di assenza dalle scene musicali, è stato registrato tra l'India e l'Italia, un mix tra la cultura musicale occidentale e quella orientale.
Il brano è scritto da Antonella Ruggiero, Roberto Colombo e, per il testo, Daniele Fossati. Verrà inserito nel primo album da solista Libera.

## Tracce
1. La filastrocca – 4:22 (testo: Daniele Fossati – musica: Antonella Ruggiero, Roberto Colombo)